# Dennis Diekmeier
Dennis Diekmeier est un footballeur allemand né le 20 octobre 1989 à Thedinghausen en Basse-Saxe (Allemagne). Il évolue actuellement au poste d'arrière droit au SV Sandhausen.

## Biographie
Dennis Diekmeier a grandi en Basse-Saxe à Achim, dans la banlieue de Brême, mais n'était pas un fan du Werder Brême, mais de son grand rival, le Hambourg SV. Il a rejoint le TSV Bierden dans son enfance et a ensuite rejoint le TSV Verden. De Verden, il a rejoint les équipes de jeunes du Werder Brême. En 2008, Diekmeier dispute ses premiers matchs avec l'équipe II, avant d'être transféré durant le mercato d'hiver de la saison 2008-2009 à Nuremberg. Avec le club de Franconie, il s'est élevé à la Bundesliga. À l'été 2010, Diekmeier a été transferé au Hambourg SV.
Le 3 janvier 2019, libre de tout contrat depuis son départ à l'été 2018 du Hambourg SV, il s'engage jusqu'en juin 2020 avec le SV Sandhausen, qui évolue alors en 2. Bundesliga.

## Carrière
- 2003-dec.2008 :  Werder Brême
- jan.2009-2010 :  1.FC Nuremberg
- 2010-2018 :  Hambourg SV[4]
- jan.2019- :  SV Sandhausen

### Récompenses individuelles
Dennis Diekmeier reçoit la Médaille Fritz Walter en 2008. Cette distinction est remise annuellement par la Fédération allemande de football (DFB) aux meilleurs jeunes footballeurs allemands de l'année dans diverses catégories, Dennis Diekmeier étant alors nommé meilleur jeune joueur de moins de 19 ans.

## Palmarès
- Allemagne
  - Vainqueur du Championnat d'Europe des moins de 19 ans en 2008.